# كأس المكسيك 1936–37
كأس المكسيك 1936–37 هو موسم من كأس المكسيك. كان عدد الأندية المشاركة فيه 5، وفاز فيه Asturias F.C. ‏.